# Колофон (часть книги)

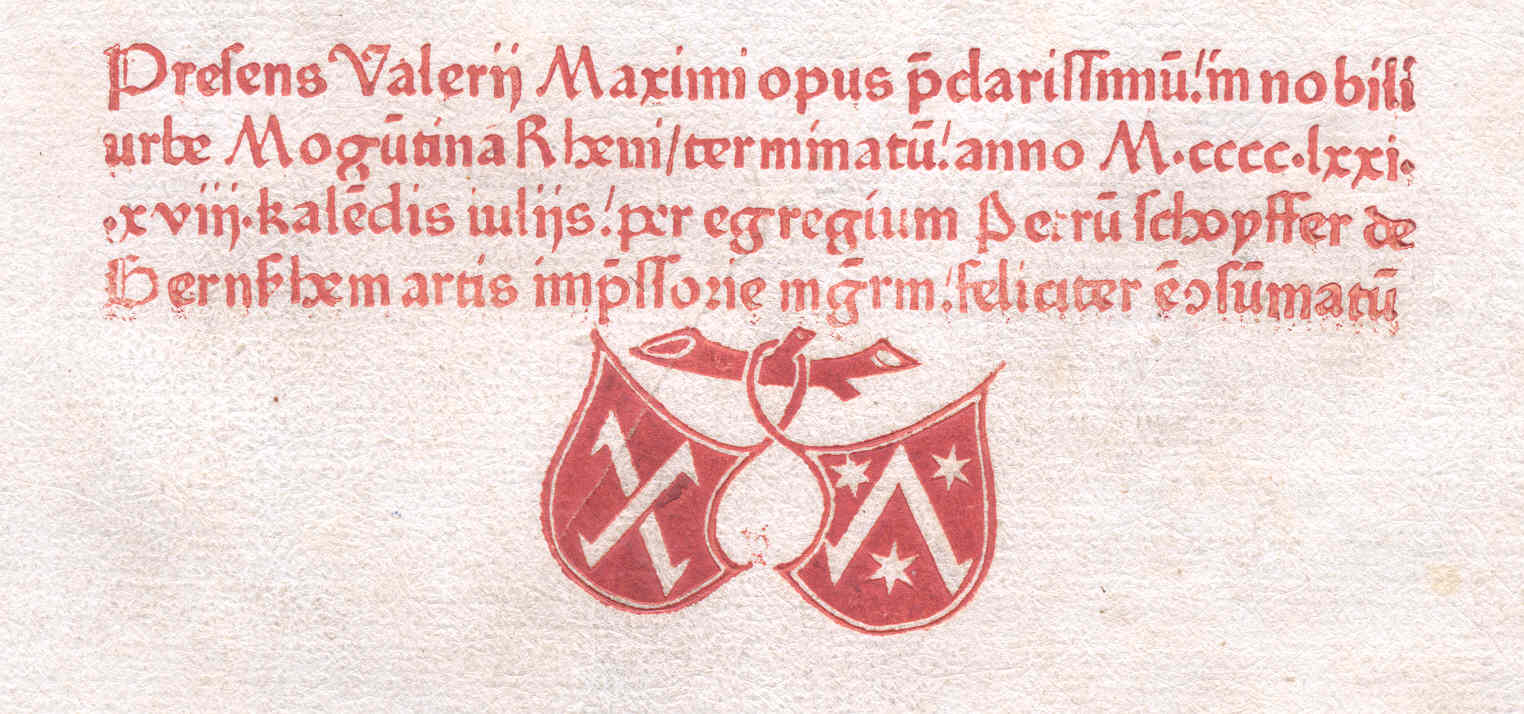
Колофон первопечатной книги 1471 года

Колофо́н (от др.-греч. κολοφών, κολοφῶνος «вершина, завершение, венец») — текст на последней странице рукописной или старинной печатной книги, в котором сообщаются данные об авторе, времени и месте создания этого произведения.
Колофонами называют также аналогичную информацию на старинных китайских свитках, персидских миниатюрах и древних стенных росписях. Первые колофоны содержались в шумерских клинописных табличках.
В советской и современной российской книге роль колофона выполняет последняя страница с выпускными данными.